# Anselme Payen

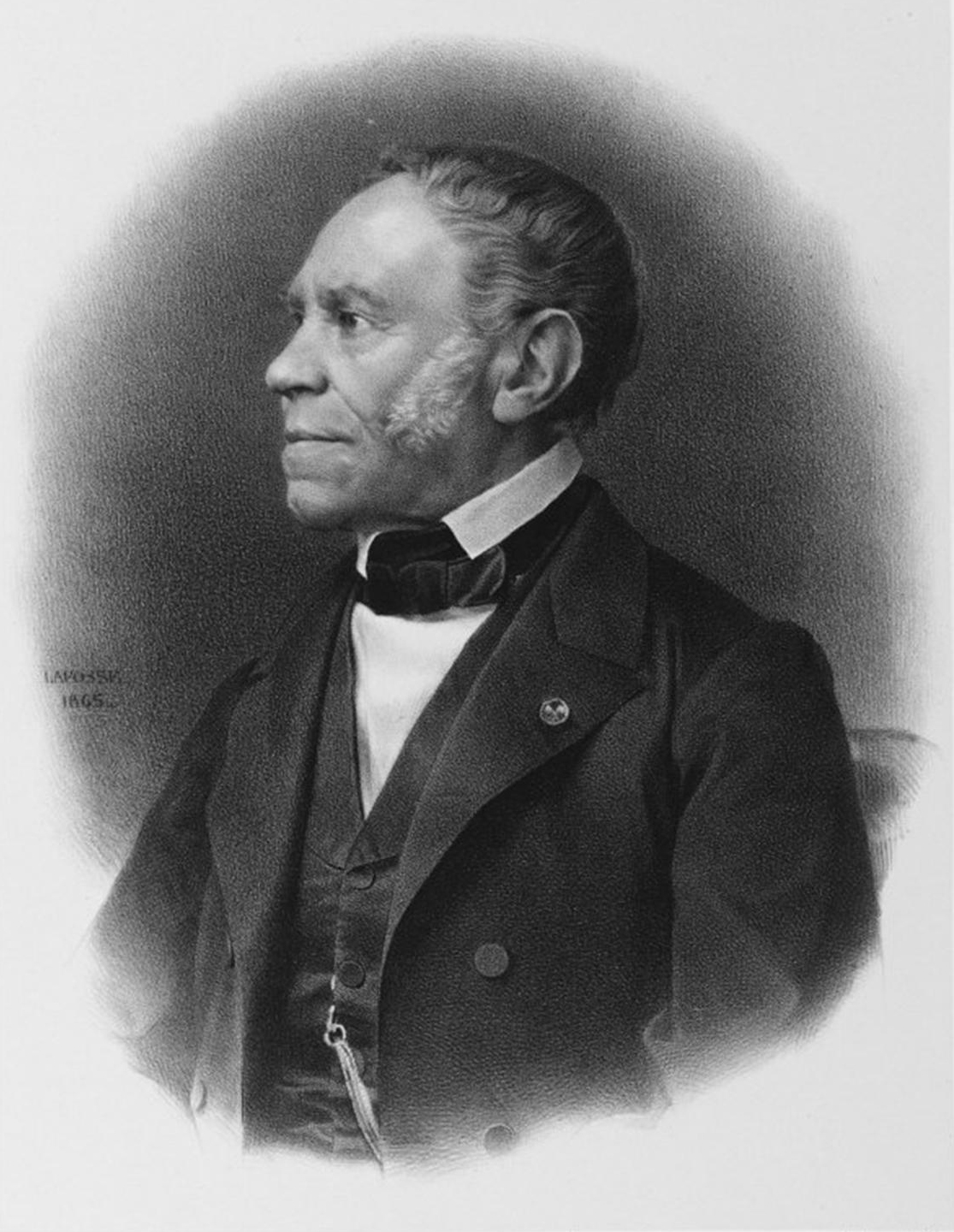
Anselme Payen

Anselme Payen (ur. 6 stycznia 1795 w Paryżu, zm. 12 maja 1871 tamże) – francuski chemik.
W 1833 roku wyizolował pierwszy enzym – diastazę. W 1839 r. w wyniku traktowania drewna kwasem azotowym i ługiem sodowym uzyskał nierozpuszczalną pozostałość, która nazwał „les cellules”; była to celuloza. Ponadto jest odkrywcą pektyn i dekstryn.